# Кантон Базел-провинција
Кантон Базел-провинција (скраћеница BL, фр. Canton de Bâle-Campagne) је кантон на северозападу Швајцарске. Главни град је град Листал.

## Природне одлике
Кантон Базел-провинција обихвата област у долини рсдње Рајне, која је махом брдског карактера. Са североистока, кантон је ограничен реком Рајном и немачком на другој обали. На северу је кантон-град Базел. На северозападу је Француска. Највиши врх је на 1.169 метра. Површина кантона је 518 km².

## Историја
Град Базел са њеоговом околином се први пут придружио Швајцарској конфедерацији 1501. г. Међутим, становници сеоске околине града су сматрали да грађани Базела занемарују њихове потребе. Стога је ово становништво, незадовољно положајем у дотадашњем кантону, изгласало издвајање из кантона и образовање данашњег кантона 1833. г.

## Окрузи
1. Арлсхајм - седиште Арлсхајм,
2. Валденбург - седиште Валденбург,
3. Лауфен - седиште Лауфен,
4. Листал - седиште Листал,
5. Сисах - седиште Сисах.

## Становништво и насеља
Кантон Базел-провинција је имао 274.395 становника 2009. г.
У кантону Базел-провинција говори се немачки језик, који је и једини званични језик. Протестанти су најбројнија верска заједница (37,2%), а за њима следе католици (29,5%).
Највећи градови су:
- Алшвил, 19.000 становника.
- Рајнах, 19.000 становника.
- Мутенц, 17.000 становника.
- Прателн, 15.000 становника.
- Листал, 13.000 ст. - главни град кантона

## Привреда
Главне привредне гране су хемијска индустрија и пољопривреда.

## Галерија
- Карта кантона
- Листал, седиште кантона
- У кантону има много замака
- Алшвил, највеће насеље у кантону